# ویندوز سرور ۲۰۱۲
ویندوز سرور ۲۰۱۲ (به انگلیسی: Windows Server 2012) یک سیستم‌عامل از خانواده مایکروسافت ویندوز و از گروه ویندوز سرور تولید شده از شرکت مایکروسافت و برای سرور است. مهمترین ویژگی این نسخه نسبت به نسخه‌های قبلی رابط کاربری جدید مترو است.

## تاریخچه انتشار
اولین نسخه از این سیستم عامل در تاریخ ۹ سپتامبر ۲۰۱۱ برای کاربران عرضه شد و پس از آن در ۱ مارس ۲۰۱۲ مایکروسافت نسخه آزمایشی (ساخت ۸۲۵۰) آن را منتشر کرد. در ۱ آگوست ۲۰۱۲ (ساخت ۹۲۰۰) نسخه نهایی سیستم عامل عرضه شد.

## ویژگی‌های جدید
- محیط جدیدی برای کنترل سرور:

یکی از تغییرات عمده‌ای که در ساختار ویندوز سرور ۲۰۱۲ داده شده‌است و در اولین دید قابل مشاهده‌است، بخش مدیریتی ویندوز یعنی Server Manager می‌باشد.
- استفاده از ویندوز پاورشل در همه جا:

به همراه ویندوز ۸ نسخه ۳ از ویندوز پاورشل نیز ارائه می‌شود، در این نسخه از ویندوز فرمان‌های ویندوز پاورشل به بیش از ۲۳۰۰ فرمان افزایش پیدا کرده‌اند.
- استفاده از Hyper-V نسخه ۳:

نسخه سوم از Hyper-V نیز به همراه ویندوز سرور ۲۰۱۲ ارائه می‌شود. در این نسخه از Hyper-V پشتیبانی بسیار بهتری از مدیریت حافظه‌های ذخیره‌سازی  شده‌است. در ضمن کارایی Hyper-V نیز بالاتر رفته‌است.
- مدیریت آدرس IPAM) IP):

در این نسخه موارد جدیدی برای مدیریت آدرس IP وجود دارد، که هر دو نسخه پروتکل اینترنت نسخه ۴ (IPv4) و  پروتکل اینترنت نسخه ۶ (IPv6) را به‌طور کامل پشتیبانی می‌کند.
- سیستم پرونده جدید ReFs:

سیستم پرونده انعطاف‌پذیر (به انگلیسی: Resilient File System) سیستم فایل جدیدی است که کار فایل سرورها را بهبود می‌بخشد.
- Task Manager جدید و پیشرفته تر.